# Moulinet (Alpi Marittime)
Moulinet (in italiano, desueto, Molinetto) è un comune francese di 215 abitanti situato nel dipartimento delle Alpi Marittime della regione della Provenza-Alpi-Costa Azzurra. Il dialetto parlato a Moulinet è il mentonasco, dialetto ligure con influssi occitani, e tratto roiaschi.

## Geografia fisica
Moulinet è un piccolo villaggio situato a 32 km da Mentone, nel Parco nazionale del Mercantour, è attraversato dal torrente Bevera, che ha la sorgente nel Massiccio dell'Authion, a 2075 metri d'altitudine, e si getta nel fiume Roia, ad un chilometro a monte di Ventimiglia, in Italia, dopo un percorso movimentato di 38 km. La pratica della canoa è totalmente interdetta, su tutta la parte francese con divieto prefettizio.
Il paese ha visto spesso passare il Rally automobilistico di Montecarlo, di cui Moulinet è una tappa, a metà cammino dal Colle di Turini e da Sospel, situati ciascuno a 12 km.
La strada dipartimentale 2566 tra Sospel e Moulinet, è in effetti un'opera monumentale, sorretta da muri d'una decina di metri di altezza in certi punti, con curve impressionanti. La strada è sormontata a strapiombo dalla Cappella di Notre Dame de la Menour, con la Madonna delle Grazie, costruita su un costone roccioso al di sopra delle gole del Bevera.

## Storia
Molinetto era compreso nella Contea di Nizza ed è stato ceduto dal Regno di Sardegna alla Francia nel 1860. Il comune è stato decorato della "Medaglia d'Argento" dei villaggi di Francia negli anni 1930.
Nel 1938 lo scrittore Vladimir Nabokov vi risiedette con la sua famiglia dopo aver lasciato Cannes.
Nel corso della seconda guerra mondiale, la totalità della popolazione è stata spostata dalle truppe d'occupazione tedesche fino a Cuneo in Italia, tra il 29 settembre 1944 ed il 12 aprile 1945, per cui tale periodo è tradizionalmente evocato come quello della  "deportazione" del villaggio. Questo episodio del conflitto nelle Alpi Marittime è stato oggetto di una tesi di laurea in storia contemporanea, redatta da Goulven Godon, preparata sotto la direzione di Jean-Louis Panicacci, sostenuta dinanzi all'Università di Nizza "Sophia-Antipolis" nel giugno 2004 e dal titolo "La deportazione delle popolazioni civili delle vallate del Roia e del Bevera in Italia del nord (1944-1945)".

## Società

### Evoluzione demografica
Abitanti censiti